# Procesy strzelców przy Murze Berlińskim
Procesy strzelców przy Murze Berlińskim (niem. Mauerschützenprozesse) – procesy sądowe funkcjonariuszy granicznych NRD i ich przełożonych oraz członków Narodowej Rady Bezpieczeństwa NRD, kierownictwa Socjalistycznej Partii Jedności Niemiec i wysokich urzędników Ministerstwa Bezpieczeństwa i Ministerstwa Obrony, oskarżonych o stosowanie drastycznych środków wobec osób próbujących nielegalnie przekroczyć granicę państwową byłej Niemieckiej Republiki Demokratycznej.
W procesach tych sięgnięto po formułę Radbrucha. W wyroku w tej sprawie przed Federalnym Trybunałem Konstytucyjnym 3 listopada 1992 r. sąd ten uznał za nieobowiązujące okoliczności wyłączające bezprawność użycia broni wobec osób nielegalnie przekraczających granicę niemiecko-niemiecką.
W sumie w Berlinie i Poczdamie przeprowadzono 112 postępowań sądowych przeciwko 246 osobom. Około połowa z nich została uniewinniona. 132 osoby skazano na karę pozbawienia wolności, w tym 10 członków kierownictwa SED, 42 wysokiej rangi wojskowych i 80 byłych funkcjonariuszy granicznych. Poza tym w Neuruppin przeprowadzono 19 postępowań sądowych z 31 oskarżonymi, w których skazano 19 strzelców na kary pozbawienia wolności w zawieszeniu.

## Procesy byłych członków Biura Politycznego SED
Proces byłych członków Biura Politycznego Socjalistycznej Partii Jedności Niemiec stanowił jedno z postępowań sądowych toczonych od roku 1993 przeciwko funkcjonariuszom Niemieckiej Republiki Demokratycznej w sprawie wydanych rozkazów strzelania do osób podejmujących próbę ucieczki z terytorium NRD (w tym na granicy wewnętrzniemieckiej i przy Murze Berlińskim).
Proces był prowadzony przed sądem krajowym dla Berlina przeciwko byłym członkom Biura Politycznego Socjalistycznej Partii Jedności Niemiec. 25 sierpnia 1997 roku sąd wydał wyroki przeciwko Egonowi Krenzowi (sześć i pół roku kary pozbawienia wolności), Günterowi Schabowskiemu i Güntherowi Kleiberowi (po trzy lata kary pozbawienia wolności). Po zatwierdzeniu wyroku na początku roku 2000 przez Federalny Trybunał Sprawiedliwości trzej skazani rozpoczęli odbywanie kary. W procesie oskarżeni byli również Harry Tisch, Kurt Hager, Erich Mückenberger i Horst Dohlus, jednak postępowanie zostało umorzone z powodu śmierci Tischa i z powodów zdrowotnych u pozostałych oskarżonych.